# Los Chichos
Los Chichos es un grupo español integrado, en sus comienzos, por Juan Antonio Jiménez Muñoz  artísticamente el Jero o Jeros, principal componente, compositor y vocalista del trío, y los hermanos Julio y Emilio Gonzalez Gabarre. Después de que el artista decidiera continuar su carrera en solitario en 1990, el grupo se reestructuró y actualmente lo forman los hermanos González Gabarre y Emilio González García  Júnior, que es el hijo de uno de ellos.
Su carrera musical comenzó en 1973, continuando actualmente . En estos años han editado 22 discos de estudio, incluyendo varios recopilatorios, y vendido más de 22 millones de copias. En el 2014 conmemoraban el 40.º aniversario de su carrera musical con una gira titulada  Los Chichos desde 1973, Gira de despedida. En todos estos Luis obtenido 12 casetes de platino, 15 discos de oro y 13 discos de platino, incluyendo su último disco por descargas digitales, Hasta aquí hemos llegado (1267).
Los Chichos han sido un grupo de mucha referencia musical para varios artistas como Antonio Orozco, Sergio Dalma, Estopa, Ketama, La Barbería del Sur, Camela o el Arrebato, reconociendo que sus carreras se han visto abocada gracias a la influencia que Los Chichos han ejercido sobre ellos.

## Historia

### Los comienzos
El apodo del trío procede de un mote de un familiar de Emilio que le llamaban  chicho, a Emilio le gustó y adoptó el sobrenombre de Los Chichos al unirse con Julio y Jero quedando formado artísticamente en mayo de 1973 para su primer sencillo.
Emilio y Julio proceden de Madrid, de una familia numerosa, (9 hermanas y 2 hermanos), que tuvieron que dejar la capital para buscar trabajo en los campos de La Mancha. Después Emilio se emancipó del ambiente familiar y se marchó a Salamanca con unos amigos guitarristas que lo llevaron de acompañante una temporada, los hermanos Farina. En poco tiempo empezó a ganar dinero y mandaba giros a su familia de 500 pesetas. Su padre dudaba de su procedencia y se marchó a buscar a su hijo por si éste delinquía. De regreso a Madrid continuó con su hermano Julio tocando la guitarra por los mesones. En una actuación conoce a Eduardo Guervós, mánager en la actualidad de varios artistas de los 70/80, que regentaba un local de copas propiedad de Ángel Nieto, la «Discoteca Lover Club», situado en el madrileño barrio de Vallecas.
Al poco tiempo Eduardo les propone ser su representante artístico y juntos comenzaron a sondear el mercado recorriendo las provincias de toda España en busca de galas o bolos, hasta que les sale una en Vigo llamada «Sala Nuevo Electra». El dueño del local apodado Xuxo, le comunica al representante que necesitaba incorporar a otro miembro para que diera la sensación de no quedar tan vacío el escenario, dado que la discoteca albergaba una amplia capacidad de espectadores. Julio se acuerda de Jero y le propone que se vaya con ellos por una noche.
De camino a Vigo, Jero les dice que tiene varias canciones escritas por él, por si querían escucharlas. A partir de ese momento se acuerda que sean estas las que canten en la Sala. La interpretación de la noche gusta mucho al público y en especial al dueño del local que se queda muy satisfecho por la nueva adquisición y les contrata para más eventos. Julio González le paga a su compañero su primera ganancia, mil duros (cinco mil pesetas de la época -treinta euros-).
De regreso a Madrid, continúan con las actuaciones, y en una de ellas presentan al guitarrista Antonio Sánchez, padre del también guitarrista Paco de Lucía, acompañado de Pedro Cordero, antiguo compañero y amigo de los hermanos que habían coincidido tiempo atrás con Los Chichos. Después de la presentación, Antonio les propone grabar una maqueta en su casa discográfica Fonogram, añadiendo que él conocía y era amigo del presidente, Mariano de Zúñiga.
Unos días después, el trío llega a los estudios y cantan el tema Quiero ser libre, principal éxito del disco de Los Chichos escrita por Jero desde una celda donde cumplió condena unos días en Madrid a la edad de 19 años.

### Ni más ni menos, el primer álbum
El primer sencillo de Los Chichos sale en mayo de 1973 titulado Quiero ser libre, agotándose en pocas semanas las primeras copias. Con su segundo y tercer sencillo Ni más ni menos y La historia de Juan Castillo, se les da más a conocer por un amplio sector de payos y gitanos que se sentían identificados por el realismo y la trama de sus letras.
Unos meses después, en el invierno de 1974, sale el nuevo disco de Los Chichos compuesto por doce canciones escritas por Juan Antonio Jiménez incluyendo los 6 temas del sencillo. Los arreglos musicales corren a cargo del maestro José Torregrosa,  quien estuvo presente en la mayoría de los discos del trío y en numerosas series infantiles de TV de los 70/80. La producción corría a cargo de Ricardo Miralles. Antonio Humanes también intervendría posteriormente en temas importantes del grupo como Mala ruina tengas, o Quiero volver de nuevo, entre otras.
Los tres primeros discos del grupo, Ni más ni menos (1974), Esto si que tiene guasa (1975) y No sé por qué (1976), son composiciones del Jero, que marcarían una época. A partir del siguiente año con el álbum Son ilusiones (1977), es cuando se acuerda repartirse los derechos de autor, tres temas para cada uno de los hermanos y cuatro para el Jero. Con la nueva entrada de los 80, el grupo está en pleno apogeo musical de sus carreras y les otorgan varios reconocimientos por su labor dentro del mundo de la música entre ellos, el «Club Español de Emigrantes» en Ginebra premian a los personajes del espectáculo que destacaron en el año 1980. Eduardo Guervós mánager del trío, es quien organiza el acto junto a varios artistas asistentes entre ellos María Jiménez y su marido Pepe Sancho. En 1982 su casa discográfica les hace un reconocimiento artístico por todos los éxitos derivados de la venta de ocho millones de copias vendidas de sus álbumes, sencillos y casetes.
En 1985, la carrera artística del trío se ve reforzada por la participación en el cine con la banda sonora de la película Yo, El Vaquilla, de José Antonio de la Loma, director, guionista y productor de cine, ambientada en la vida real de Juan José Moreno Cuenca, conocido como El Vaquilla, cuya promoción y compromisos les ocupan en 1986. Después editan nuevos discos, Porque nos queremos (1987), Ojos negros (1988)  y esto es lo que hay (1989), siendo este último el del Jero que graba con el grupo para iniciar su carrera en solitario en 1990. Emilio González García Júnior, hijo de Emilio y sobrino de Julio, le sustituye y continúa en la actualidad.

### Los coros de Los Chichos
Las hermanas Nieves, Mari e Isabel González y Araceli Borja, viuda del Jero, eran los coros femeninos del trío que les acompañaron desde los inicios de su primer disco en 1974, siendo a la vez pioneras en formar parte de un grupo rumbero como coristas. Aunque ellas estuvieron durante toda la carrera musical a la sombra de Los Chichos, lo cierto que tuvieron mucha fama con el grupo y nunca grabaron un disco como conjunto musical. También han influido a que grupos y solistas introdujesen voces femeninas como parte de la banda, aun así se han mantenido en el anonimato durante toda sus vidas. En 1975 las hermanas no hacen coros y en su lugar lo hacen Morena y Clara (primas hermanas del Jero) en el tema No llores más. Antes intervinieron en el primer éxito Ni más, ni menos. En la actualidad los coros lo forman las hermanas Nieves y Milagros González Gabarre, Anabel y Cristina.

### Nueva etapa
Con la marcha del Jeros,

el grupo se resiente y editan menos discos de menor resonancia musical. Es entonces cuando la discográfica empieza a editar varias recopilaciones entre ellos un disco como celebración del 25.º aniversario de la puesta en escena del grupo, vendiendo miles de copias y así otorgándoles nuevamente disco de oro y platino. Luego vendría otros títulos; «Todo Chichos: De la Rumba somos los dueños» (2004) «Los Chichos: Canalleo, rumba y jaleo» (2006) «Todo Chichos: Edición Oro» (2009). Ese mismo año sale un Integral de todos sus cedés audio, incluyendo el Homenaje a Jeros del (2001).
Con la entrada del nuevo milenio Los Chichos vuelven a editar discos siendo finalmente en el 2008 el último titulado Hasta aquí hemos llegado donde intervienen a dúos con varios artistas. En la actualidad celebran su 40.º aniversario en los escenarios con un tour por toda España compartiendo cartel con otros artistas entre ellos, la Húngara, Los Chunguitos, Andy y Lucas o Los Calis.
En cada concierto o recital de Los Chichos, antes de salir a cantar, Emilio González pide un fuerte aplauso para su compañero fallecido El Jeros, teniéndole así presente en la memoria a modo de homenaje póstumo.

### 40+1 Aniversario (1973-2014)
Universal Music, (Discográfica), saca un nuevo disco doble en conmemoración del cuadragésimo aniversario titulado 40+1 Aniversario de Los Chichos que contiene sus mejores 41 éxitos remasterizados y un DVD del concierto de la Sala Jácara titulado, ...Y esto es lo que hay, grabado el 20 de abril de 1989 + un libreto de 20 páginas con imágenes inéditas de archivos de la Universal Music.

### Despedida de Los Chichos 2015
El sábado 1 de noviembre de 2014, Los Chichos anunciaban que se retiraban después de más de cuarenta años en los escenarios y eligieron el programa ¡Qué tiempo tan feliz!, de telecinco, rodeados de familiares
que actuaban por última vez al lado del trío rumbero, para rendirles un homenaje a tantos años de carrera artística. El adiós de los escenarios y la música definitivamente se produjo en la gira 2015, que incluyó, por 2.ª vez, la visita al festival juvenil de Arte-Nativo ViñaRock, en Villarrobledo (la única visita anterior a este evento fue en 2009).

## Miembros

### 1973 - 1990
- Juan Antonio Jiménez Muñoz (Jeros)
- Emilio González Gabarre
- Julio González Gabarre

### 1990 - 2015
- Emilio González Gabarre
- Julio González Gabarre
- Emilio González García
- Desde 2016 solo hacen actuaciones esporádicas (no hacen giras y ni grabaciones de nuevos discos).

## Discografía

### (1973-1989) Con Jeros
- Ni más, ni menos (1974)
- Esto sí que tiene guasa (1975)
- No sé por qué (1976)
- Son ilusiones (1977)
- Hoy igual que ayer (1978)
- Amor y ruleta (1979)
- Amor de compra y venta (1980)
- Bailarás con alegría (1981)
- Para que tú lo bailes (1981)
- Ni tú, ni yo (1982)
- Déjame solo (1983)
- Adelante (1984)
- Yo, El Vaquilla (1985)
- Porque nos queremos (1987)
- Ojos negros (1988)
- Esto es lo que hay (1989)

### (1991-2008) Sin Jeros
- Sangre gitana (1991)
- ¡Amigo, no pasa ná! (1995)
- Gitano (1997)
- Ladrón de amores (2001)
- Cabibi (2002)
- Hasta aquí hemos llegado (2008)

### Recopilatorios
- Sus 22 mejores canciones (1995)
- Ni más, ni menos (1999)
- Todo Chichos: De la Rumba somos los dueños (2004) sus 16 mejores canciones

- Los Chichos: Canalleo, rumba y jaleo (2006)
- Todo Chichos: Edición Oro (2009)
- Los Chichos 30 Canciones De Oro (2012) [en Spotify]
- Lo Mejor De Los Chichos (2013) [en Spotify]
- Los Chichos: (1973-2014) 40+1 Aniversario (2014)
- Antología De Los Chichos (Remasterizado 2015) [en Spotify]
- Decálogo (Sus 10 Mayores Éxitos) (2018) [en Spotify]
- 50.º Aniversario (2024) [en Spotify]